# Екваторијална Гвинеја на Олимпијским играма
Екваторијална Гвинеја се први пут појавила на Олимпијским играма 1984. године и од тада је Екваторијална Гвинеја слала своје спортисте на све наредне одржане Летње олимпијске игре.
На Зимске олимпијске игре Екваторијална Гвинеја никада није слала своје представнике. Представници Екваторијалне Гвинеје закључно са Олимпијским играма одржаним 2008. године у Пекингу нису освојили ни једну олимпијску медаљу.
Национални олимпијски комитет Екваторијалне Гвинеје (Comité National Olympique Equato‑Guinéen) је основан 1980. а признат од стране Међународног олимпијског комитета 1984. године.

## Медаље

### Освојене медаље на ЛОИ
| Учешће и освојене медаље Екваторијалне Гвинеје на ЛОИ |                     |          |      |      |       |       |        |        |        |         |
| ЛОИ                                                   | Носилац заставе     | Учесника | Муш. | Жене | спорт | Злато | Сребро | Бронза | Укупно | Пласман |
| 1984. Лос Анђелес                                     | Secundino Borabota  | 4        | 4    | 0    | 1     | 0     | 0      | 0      | 0      |         |
| 1988. Сеул                                            |                     | 6        | 4    | 2    | 1     | 0     | 0      | 0      | 0      |         |
| 1992. Барселона                                       |                     | 7        | 5    | 2    | 1     | 0     | 0      | 0      | 0      |         |
| 1996. Атланта                                         | Густаво Енвела      | 5        | 4    | 1    | 1     | 0     | 0      | 0      | 0      |         |
| 2000. Сиднеј                                          | Ерик Мусамбани      | 4        | 2    | 2    | 2     | 0     | 0      | 0      | 0      |         |
| 2004. Атина                                           | Emilia Mikue Ondo   | 2        | 1    | 1    | 1     | 0     | 0      | 0      | 0      |         |
| 2008. Пекинг                                          | Emilia Mikue Ondo   | 3        | 2    | 1    | 2     | 0     | 0      | 0      | 0      |         |
| 2012. Лондон                                          |                     |          |      |      |       |       |        |        |        |         |
| 2016. Рио де Жанеиро                                  |                     |          |      |      |       |       |        |        |        |         |
| 2020. Токио                                           |                     |          |      |      |       |       |        |        |        |         |
| 2024. Париз                                           |                     |          |      |      |       |       |        |        |        |         |
| 2028. Лос Анђелес                                     | предстојећи догађај |          |      |      |       |       |        |        |        |         |
| 2032. Бризбејн                                        | предстојећи догађај |          |      |      |       |       |        |        |        |         |
| Укупно (7)                                            |                     | 31       | 22   | 9    |       | 0     | 0      | 0      | 0      |         |

### Преглед учешћа спортиста Екваторијалне Гвинеје по спортовима на ЛОИ
| Спорт      | Период | Период   | Укупно | Мушкарци | Жене | Злато | Сребро | Бронза | Укупно |
| Спорт      | Прво   | Последње | Укупно | Мушкарци | Жене | Злато | Сребро | Бронза | Укупно |
| ---------- | ------ | -------- | ------ | -------- | ---- | ----- | ------ | ------ | ------ |
| Атлетика   | 1984   | 2008.    | 21     | 15       | 6    | 0     | 0      | 0      | 0      |
| Пливање    | 2000   | 2000     | 1      | 1        | 0    | 0     | 0      | 0      | 0      |
| Џудо       | 2008   | 2008     | 2      | 1        | 1    | 0     | 0      | 0      | 0      |
| Укупно (3) |        |          | 24     | 16       | 7    | 0     | 0      | 0      | 0      |

Разлика у горње две табеле у броју учесника (7), мушкараца (5) и жена (2) настала је у овој табели јер је сваки спотиста без обриза колико је пута учествовао на играма и у колико разних спортова рачунат само једном

## Занимљивости
- Најмлађи учесник: Густаво Енвела, 16 година и 195 дана Лос Анђелес 1984. атлетика
- Најстарији учесник: José Mba Nchama, 42 година и 300 дана Пекинг 2008. џудо
- Највише медаља: -
- Прва медаља: -
- Прво злато: -
- Најбољи пласман на ЛОИ: -
- Најбољи пласман на ЗОИ: -